# Park Han-byul
Park Han-byul (Seúl, 17 de noviembre de 1984) es una actriz y modelo surcoreana.

## Vida personal
En junio de 2009 el cantante de K-pop Seven reconoció en su sitio web que él y Han-byul habían estado en una relación durante siete años, pues la pareja se había conocido cuando ambos eran estudiantes en la escuela secundaria. Seven previamente había negado los rumores, con el fin de proteger la privacidad de Han-byul y dejar que la relación creciera de forma natural. El 23 de diciembre de 2014 se publicó una declaración de la agencia de Han-byul diciendo que habían terminado su relación de 12 años.
El 24 de noviembre de 2017 anunció que se había casado con Yoo In Suk, quien no es una celebridad, a principios de ese año, y que se llevaría a cabo una ceremonia durante 2018 con familia y amigos. La pareja se había conocido tres años antes y entraron en una relación en algún momento a principios de 2017. También se anunció que tenía 15 semanas de embarazo. Su hijo nació el 30 de abril de 2018.

## Carrera
En diciembre de 2018 se anunció que se había unido al elenco principal de la serie I Love You When I’m Sad, donde dará vida a Yoon Ma-ri, una bella e inteligente artista que se casa dentro de una familia poderosa. La serie es un remake del drama japonés "Beautiful Person".

## Filmografía

### Series de televisión
| Año     | Título                   | Rol                        | Red         | Ref           |
| ------- | ------------------------ | -------------------------- | ----------- | ------------- |
| 2003    | My Fair Lady             | Choi Soo-yeon              | SBS         | [ 11 ]        |
| 2004    | Han River Ballad         | Mi-ae                      | MBC         | [ 12 ]        |
| 2006    | Couple or Trouble        | Oh Yoo-kyung               | MBC         | [ 13 ]        |
| 2006    | Freeze                   | Kim Ji-woo                 | Channel CGV | [ 14 ]        |
| 2007    | Blue Fish                | Kang Yoon-jung             | SBS         | [ 15 ]        |
| 2007    | Couple Breaking          | Han Yeo-kyung              | Chanel CGV  | [ 16 ]        |
| 2009    | Everybody Cha-cha-cha    | Han Jin-kyung              | KBS1        | [ 17 ]        |
| 2010    | Oh! My Lady              | Hong Yoo-ra                | SBS         | [ 18 ]        |
| 2011-12 | Bolder By the Day        | Lee Han-byul               | MBN         | [ 19 ]        |
| 2013-14 | One Well-Raised Daughter | Jang Ha-na / Jang Eun-sung | SBS         |               |
| 2015    | A Girl Who Sees Smells   | Joo Ma-ri (ep.2)           | SBS         | [ 20 ]        |
| 2015-16 | I Have a Lover           | Kang Seol-ri               | SBS         |               |
| 2016    | Entourage                | ella misma (ep.3)          | tvN         | [ 21 ]        |
| 2017    | Borg Mom                 | Borg Mom                   | MBC         |               |
| 2019    | Love in Sadness          | Yoon Ma-ri                 | MBC         | [ 22 ] [ 23 ] |

### Cine
| Año  | Título                | Papel          | Ref    |
| ---- | --------------------- | -------------- | ------ |
| 2003 | Wishing Stairs        | Kim So-hee     | [ 24 ] |
| 2008 | Suerte                | Jung Eun-young |        |
| 2009 | Yoga                  | Sung Yeon-joo  |        |
| 2011 | Mi Mini Vestido Negro | Yoon Hye-ji    |        |
| 2012 | Dos Lunas             | So-hee         |        |
| 2013 | Bunshinsaba 2         | Song Qian      |        |

### Espectáculo de variedades
| Año       | Título                         | Red | Notas                           | Ref    |
| --------- | ------------------------------ | --- | ------------------------------- | ------ |
| 2003-2004 | Inkigayo                       | SBS | presentadora                    |        |
| 2015      | La ley de la Selva – Islas Yap | SBS | miembro del elenco (ep.163-170) | [ 25 ] |

## Premios y nominaciones
| Año  | Premio                                | Categoría                                            | Nominación                | Resultado | Ref    |
| ---- | ------------------------------------- | ---------------------------------------------------- | ------------------------- | --------- | ------ |
| 2003 | 11 SBS Drama Awards                   | Nueva estrella                                       | My Fair Lady              | Ganadora  |        |
| 2009 | 23 de KBS Drama Awards                | Mejor Actriz Revelación                              | Todo el mundo Cha-cha-cha | Nominada  |        |
| 2010 | 5 de Asia Modelo Premios del Festival | Premio Fashionista                                   | —                         | Ganadora  |        |
| 2014 | 7 de Korea Drama Awards               | Premio Excelencia, Actriz                            | Uno Bien Planteado Hija   | Nominada  |        |
| 2014 | 22 SBS Drama Awards                   | Premio a la excelencia, Actriz en una serie de drama | Uno Bien Planteado Hija   | Nominada  |        |
| 2015 | 8 de SBS Entertainment Awards         | Premio Mejor Actriz                                  | Ley de la Jungla          | Ganadora  |        |
| 2015 | 23 SBS Drama Awards                   | Premio Especial de Actuación, Actriz de Serie        | Tengo una Amante          | Ganadora  | [ 26 ] |
| 2017 | MBC Entertainment Awards              | Premio Excelencia, Categoría sitcom                  | Mamá Borg                 | Ganadora  | [ 27 ] |